# 톡킹 18금
《톡킹 18금》은 2006년부터 2007년까지 Mnet에서 방송된 차세대 전문MC 발굴 프로그램이다. 장도연이 우승하여 상금 300만원의 주인공이 되었다. 신민주, 허경환도 이 프로그램 출신이다.